# Lukáš Trefil
Lukáš Trefil [ˈlukaːʃ ˈtrɛfɪl] (* 21. September 1988 in Prag) ist ein tschechischer Kanute.

## Karriere
Lukáš Trefil, der Mitglied im TJ Dukla Praha ist, nahm an zwei Olympischen Spielen teil. Sein Debüt erfolgte anlässlich der Spiele 2012 in London, bei denen er neben Daniel Havel, Jan Štěrba und Josef Dostál zum tschechischen Aufgebot im Vierer-Kajak gehörte. In ihrem Vorlauf verpassten sie nach 2:54,267 Minuten als Zweite hinter Ungarn knapp die direkte Finalqualifikation, mit einem dritten Platz im ersten Halbfinallauf gelang diese dann aber doch noch. Im Endlauf überquerten die Tschechen schließlich nach 2:55,850 Minuten erneut als Dritte die Ziellinie, hinter den siegreichen Australiern und erneut hinter der ungarischen Mannschaft, womit Trefil, Havel, Štěrba und Dostál die Bronzemedaille gewannen. Bei den Olympischen Spielen 2016 in Rio de Janeiro gehörte Lukáš Trefil erneut zur Besetzung des Vierer-Kajaks, der wie schon 2012 von Daniel Havel, Jan Štěrba und Josef Dostál komplettiert wurde. Als Gewinner ihres Vorlaufs qualifizierten sie sich direkt für den Endlauf und beendeten diesen wie vier Jahre zuvor auf Rang drei. Mit 3:05,176 Minuten Rennzeit blieben sie drei Sekunden hinter den siegreichen Deutschen, während sich die eine Zehntelsekunde schnelleren Slowaken gegen die Tschechen im Kampf um Silber durchsetzten.
Zahlreiche Medaillen im Vierer-Kajak auf der 1000-Meter-Strecke sicherte sich Trefil auch bei Welt- und Europameisterschaften. Bei Weltmeisterschaften. Nach Silber bei den Weltmeisterschaften 2013 in Duisburg wurde er 2014 in Moskau mit dem Vierer-Kajak Weltmeister. 2015 in Mailand belegte er mit dem Vierer-Kajak Platz drei. Bei Europameisterschaften gelang ihm dreimal in Folge der Titelgewinn: 2013 in Montemor-o-Velho, 2014 in Brandenburg an der Havel und 2015 in Račice u Štětí. Die Besetzung des Vierers bestand dabei stets  aus der Olympiamannschaft Trefil, Havel, Štěrba und Dostál.
Bei den Europaspielen 2015 in Baku belegte Trefil im Einer-Kajak über 5000 Meter den sechsten Platz. Mit dem Vierer-Kajak, der erneut von Trefil, Havel, Štěrba und Dostál besetzt wurde, verpasste er als Vierter knapp einen Medaillengewinn.